# Йохан Филип III фон Лайнинген-Дагсбург-Емихсбург
Йохан Филип III фон Лайнинген-Дагсбург-Емихсбург (на немски: Johann Philipp III von Leiningen-Dagsburg-Emichsburg; * 19 февруари 1622; † 19 февруари 1666) е граф на Лайнинген-Дагсбург-Емихсбург.

## Произход
Той е вторият син на граф Йохан Филип II фон Лайнинген-Дагсбург-Харденбург (1588 – 1643) и първата му съпруга графиня Елизабет фон Лайнинген-Дагсбург-Фалкенбург (1586 – 1623), дъщеря на граф Емих XI фон Лайнинген-Дагсбург-Фалкенбург (1540 – 1593) и фрайин Урсула фон Флекенщайн (1553 – 1595). Брат е на Фридрих Емих (1621 – 1698), граф на Лайнинген-Дагсбург-Харденбург, и Адолф Христиан (1623 – 1645, убит).

## Фамилия
Първи брак: на 5 февруари 1651 г. във Валдек с графиня Агнес фон Валдек-Вилдунген (* 2 февруари 1617; † 29 ноември 1651, Емихсбург), дъщеря на граф Кристиан фон Валдек-Вилдунген (1585 – 1637) и графиня Елизабет фон Насау-Зиген (1584 – 1661). Те имат една дъщеря:
- Маргарета (* 1651)

Втори брак: през 1658 г. с графиня Елизабет Шарлота фон Золмс-Зоненвалде (* 1621; † 17 януари 1666), вдовица на граф Георг Фридрих фон Раполтщайн (1594 – 1651), дъщеря на Хайнрих Вилхелм I фон Золмс-Зоненвалде-Поух (1583 – 1632) и Мария Магдалена фон Йотинген-Йотинген (1600 – 1636). Те имат една дъщеря:
- Мария Магдалена (* 1659)